# Paracadutisti ebrei del mandato in Palestina

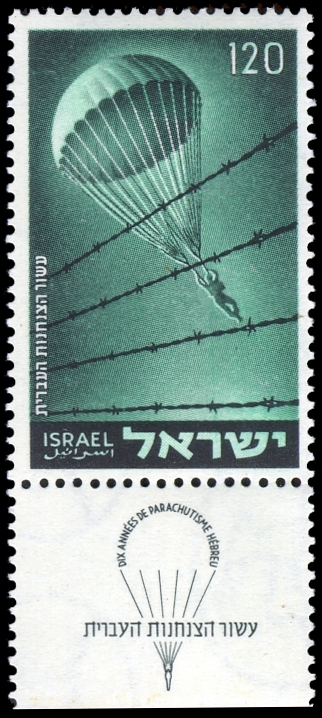
Un francobollo commemorativo dei paracadutisti ebrei.

Con paracadutisti ebrei del mandato in Palestina si indica un gruppo di 250 uomini e donne ebrei provenienti dal mandato britannico della Palestina che si unirono volontariamente all'esercito britannico per paracadutarsi nell'Europa invasa dalla Germania nazista tra il 1943 e il 1945. La missione di queste persone era organizzare la resistenza ai tedeschi e fornire supporto nelle operazioni di recupero di personale alleato.

## Storia
Dei 250 volontari originali, solo 110 furono selezionati per il corso di addestramento che si tenne al Cairo nel marzo 1943. La maggior parte di questi ultimi era composta da emigranti provenienti dall'Europa e aventi una profonda conoscenza dei paesi in cui sarebbero poi stati inviati. Di essi, trentadue furono effettivamente paracadutati in Europa, mentre altri cinque raggiunsero le loro destinazioni utilizzando altri mezzi. In particolare: tre furono infiltrati in Ungheria, cinque parteciparono all'insurrezione nazionale slovacca dell'agosto-ottobre 1944, sei operarono nell'Italia settentrionale, dieci furono attivi nelle missioni congiunte tra l'esercito britannico e i partigiani iugoslavi, nove operarono in Romania, due furono infiltrati in Bulgaria e due furono impegnati uno in Austria e uno in Francia.
I tedeschi riuscirono a catturare dodici dei 37 volontari dislocati in Europa ed a giustiziarne sette. In particolare, tre di essi furono catturati in Slovacchia, due in Ungheria, uno in Italia e uno in Francia, quest'ultimo dopo essere riuscito a sopravvivere a ben sette missioni.
Hannah Szenes, una poetessa ventitreenne i cui testi sono ancora cantati in Israele, nonché uno dei più famosi tra i paracadutisti volontari, fu catturata in Ungheria e giustiziata dai tedeschi a Budapest, il 7 novembre 1944.
Fra i sette morti figura anche un italiano, l'attivista e scrittore romano Enzo Sereni, paracadutato nell'Italia settentrionale ma quasi subito catturato nella provincia di Lucca. Tradotto, dopo una breve prigionia in Italia, nel campo di concentramento di Dachau, Sereni fu lì fucilato il 18 novembre 1944.
Dopo la guerra, i resti di tre dei sette paracadutisti uccisi, inclusi quelli della Szenes, furono inumati nel cimitero militare nazionale sul monte Herzl, a Gerusalemme, in cui furono posti anche dei memoriali in ricordo degli altri quattro caduti.
Di seguito l'elenco dei sette paracadutisti volontari giustiziati dai nazisti:
| Nome                 | Luogo e data della morte                                                                    |
| -------------------- | ------------------------------------------------------------------------------------------- |
| Zvi Ben Ya'akov      | Ucciso nel dicembre 1944 o nel gennaio 1945 presso il campo di concentramento di Mauthausen |
| Аbba Berdichev       | Ucciso il 26 gennaio 1945 presso il campo di concentramento di Mauthausen                   |
| Peretz Goldstein     | Ucciso il 1º marzo 1945 presso il campo di concentramento di Oranienburg                    |
| Haviva Reik          | Fucilata il 20 novembre 1944 in Slovacchia                                                  |
| Stephan Rafael Reisz | Fucilato il 20 novembre 1944 in Slovacchia                                                  |
| Enzo Sereni          | Fucilato il 18 novembre 1944 presso il campo di concentramento di Dachau                    |
| Hannah Szenes        | Fucilata il 7 novembre 1944 a Budapest                                                      |

## Galleria d'immagini

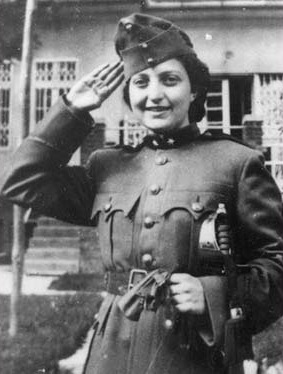
Hannah Szenes con addosso un'uniforme dell'esercito ungherese utilizzata come costume per la festività di Purim.
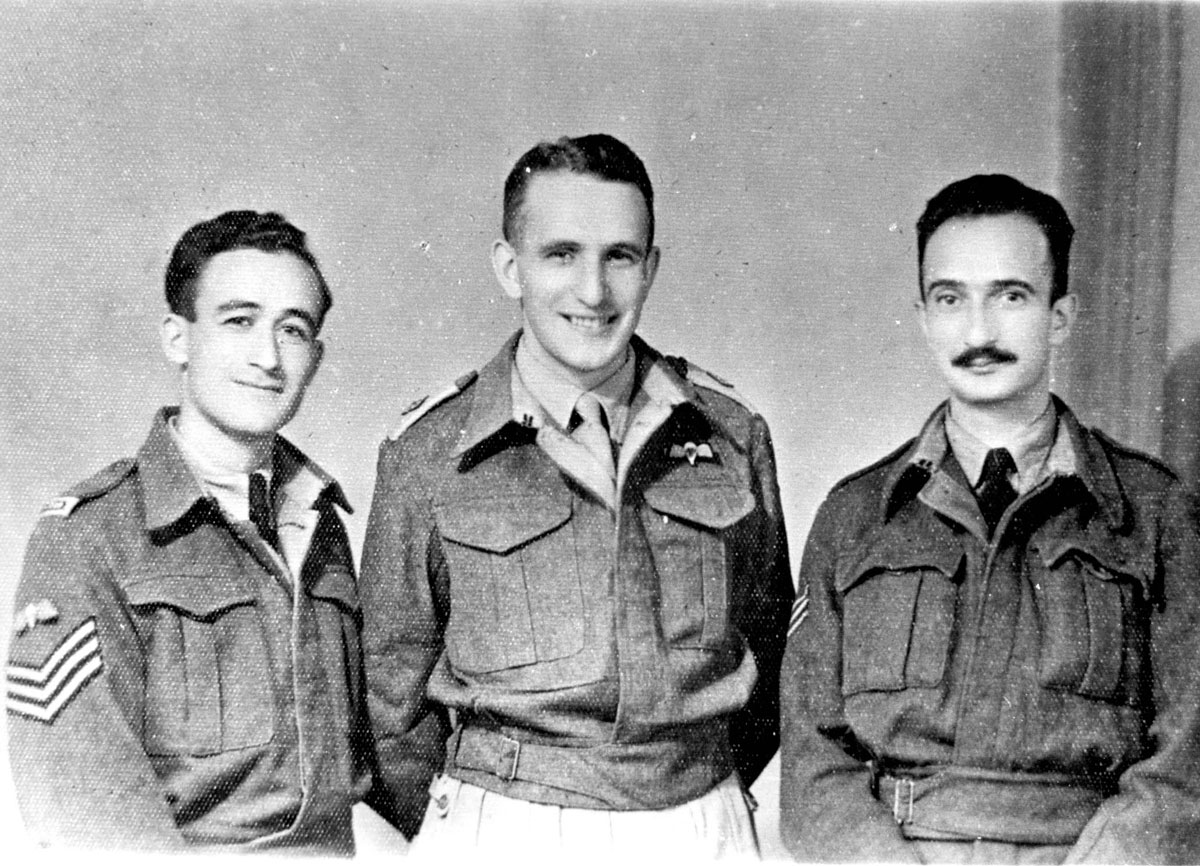
Tre dei paracadutisti ebrei del Mandato di Palestina in Italia nell'ottobre del 1944. Da sinistra a destra Zadok Doron, Abba Berdichev e Chaim Ya'ari.
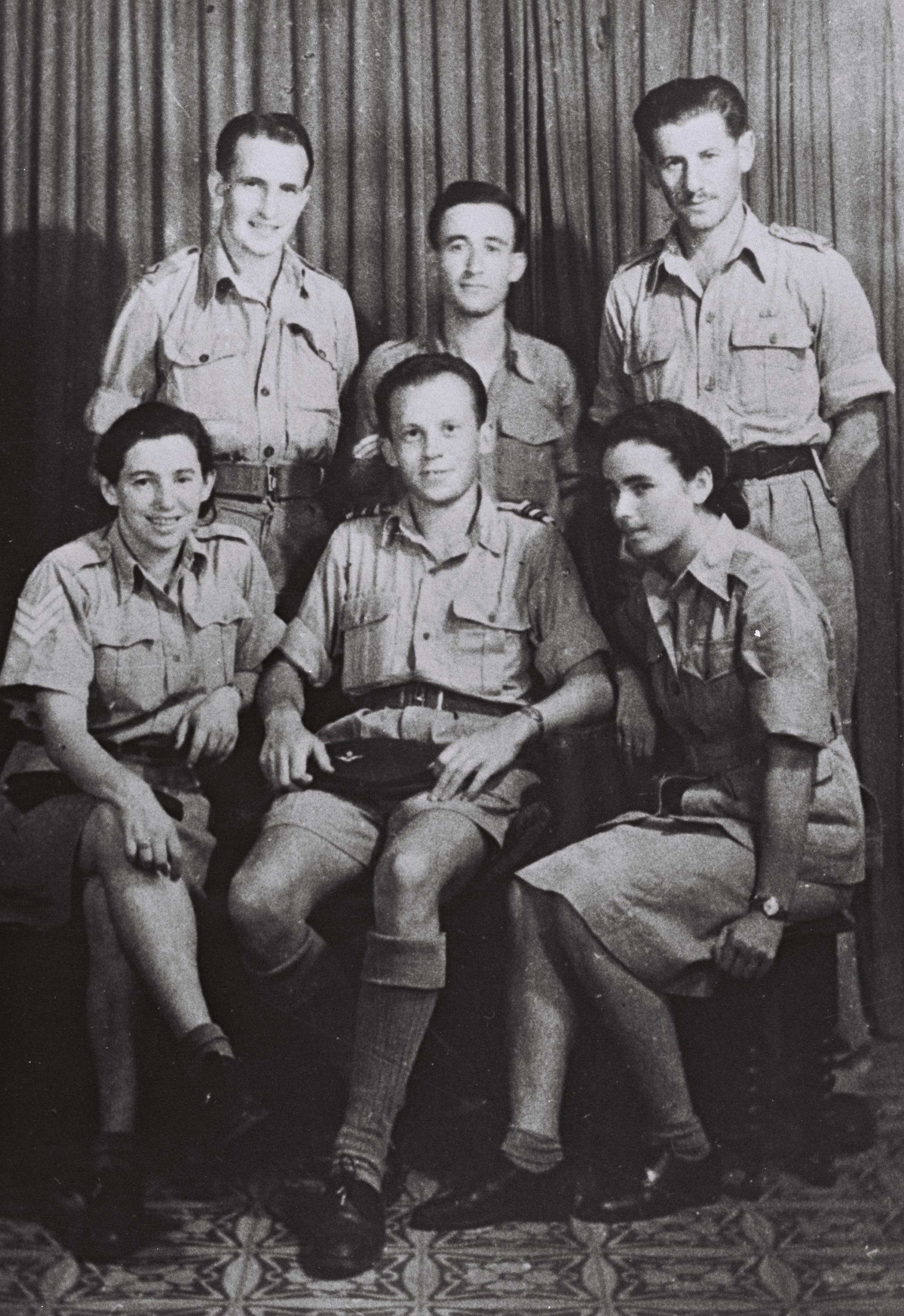
Un gruppo di paracadutisti ebrei. Da destra a sinistra, fila in alto: Reuven Dafni, Zadok Doron, Abba Berdichev. Fila in basso: Sara Braverman, Arieh Fichman, Haviva Reik.
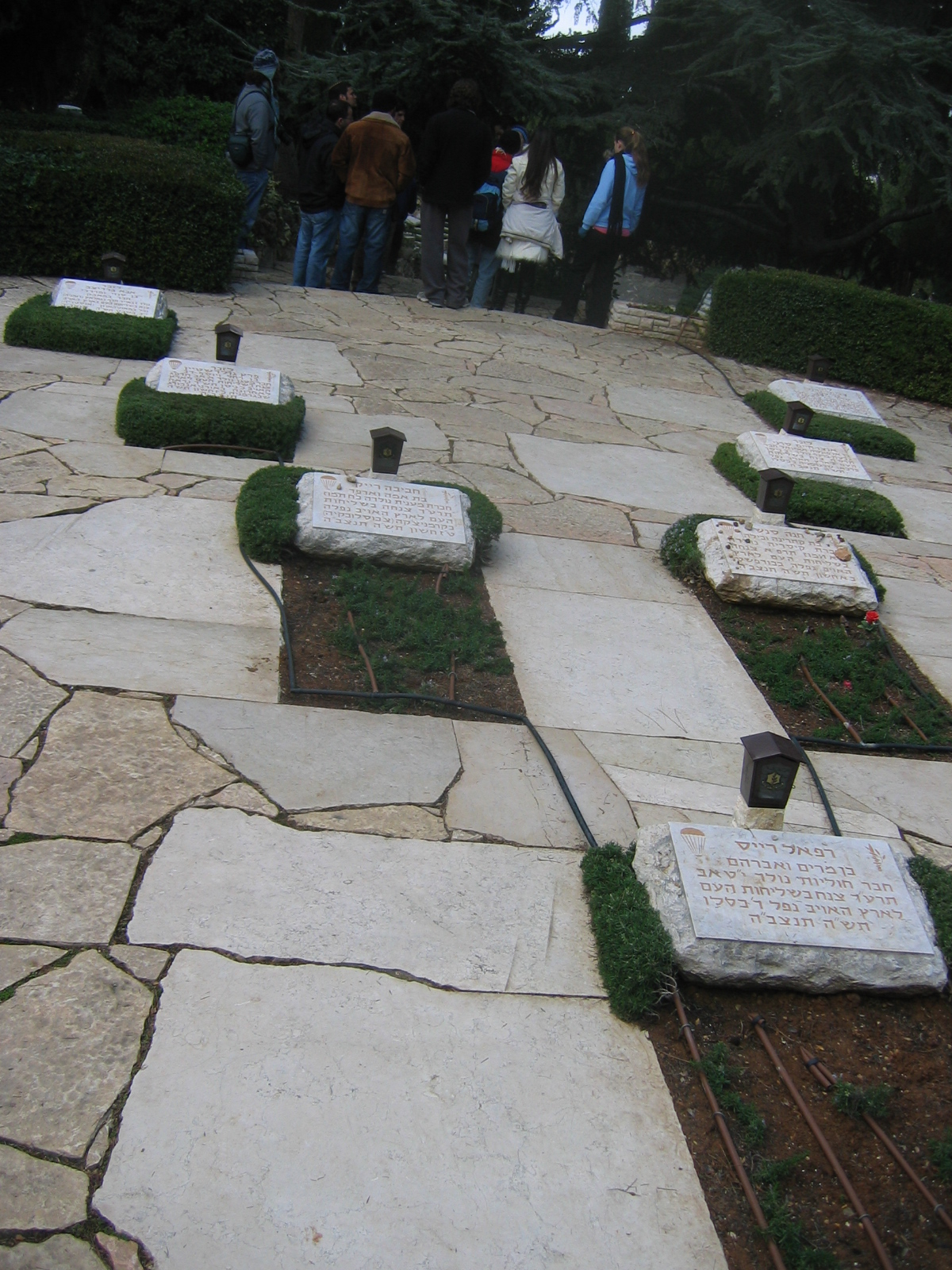
I memoriali dei sette paracadutisti ebrei del mandato di Palestina uccisi dai tedeschi situati sul monte Herzl, a Gerusalemme.